# Kazama Koki
Kazama Koki (風間 宏希 Kazama Kōki, sinh ngày 19 tháng 6 năm 1991) là một cầu thủ bóng đá người Nhật Bản thi đấu cho Thespakusatsu Gunma.

## Sự nghiệp
His younger brother Koya cũng là một cầu thủ bóng đá hiện tại thi đấu cho đội bóng tại J2 League F.C. Gifu. 
Bố của anh Yahiro là một cựu cầu thủ bóng đá, and currently a manager của đội bóng tại J2 League Nagoya Grampus.

## Thống kê câu lạc bộ
Cập nhật đến ngày 23 tháng 2 năm 2018.
| Thành tích câu lạc bộ | Thành tích câu lạc bộ | Thành tích câu lạc bộ | Giải vô địch | Giải vô địch | Cúp     | Cúp       | Cúp Liên đoàn | Cúp Liên đoàn | Tổng cộng | Tổng cộng |
| Mùa giải              | Câu lạc bộ            | Giải vô địch          | Số trận      | Bàn thắng    | Số trận | Bàn thắng | Số trận       | Bàn thắng     | Số trận   | Bàn thắng |
| --------------------- | --------------------- | --------------------- | ------------ | ------------ | ------- | --------- | ------------- | ------------- | --------- | --------- |
| 2010–11               | Louletano DC          | Segunda Divisão       | 5            | 0            | -       | -         | -             | -             | 5         | 0         |
| 2011–12               | TuS Koblenz           | Regionalliga          | 10           | 0            | -       | -         | -             | -             | 10        | 0         |
| 2012                  | Kawasaki Frontale     | J1 League             | 16           | 0            | 3       | 0         | -             | -             | 19        | 0         |
| 2013                  | Kawasaki Frontale     | J1 League             | 1            | 0            | 1       | 0         | 1             | 0             | 3         | 0         |
| 2014                  | Giravanz Kitakyushu   | J2 League             | 38           | 6            | 4       | 0         | -             | -             | 42        | 6         |
| 2015                  | Giravanz Kitakyushu   | J2 League             | 42           | 2            | 2       | 0         | -             | -             | 44        | 2         |
| 2016                  | Giravanz Kitakyushu   | J2 League             | 42           | 4            | 0       | 0         | -             | -             | 42        | 4         |
| 2017                  | Montedio Yamagata     | J2 League             | 21           | 0            | 2       | 0         | -             | -             | 23        | 0         |
| Tổng                  | Tổng                  | Tổng                  | 175          | 12           | 12      | 0         | 1             | 0             | 188       | 12        |